# Rivière Jacques-Cartier
Pour les articles homonymes, voir Jacques Cartier (homonymie).
La rivière Jacques-Cartier (en innu-aimun : akutakanitsh-uiash shipu ou kaishkuatetsh shipu ; en wyandot : Lahdaweoole) est une rivière qui traverse plusieurs municipalités du comté de Portneuf et tout le long de la vallée de la Jacques Cartier. Portneuf et à La Jacques-Cartier (municipalité régionale de comté), dans la région administrative de la Capitale-Nationale, dans la province de Québec, au Canada, jusqu'au fleuve Saint-Laurent. Le parcours de la rivière passe notamment dans le Parc national de la Jacques-Cartier.
La foresterie est la principale activité économique du secteur ; les activités récréo-touristiques, deuxième ; les activités agricoles surtout dans la partie inférieure, troisième.
La surface de la rivière Jacques-Cartier (sauf les zones de rapides) est généralement gelée de début décembre à fin mars, mais la circulation sécuritaire sur la glace se fait généralement de fin décembre à début mars.

## Géographie
Longue de 178 kilomètres, la rivière Jacques-Cartier tire sa source au lac Nadreau situé dans le territoire non organisé du Lac-Jacques-Cartier, dans la municipalité régionale de comté (MRC) La Côte-de-Beaupré. Tandis que le principal plan d'eau est le lac Jacques-Cartier situé dans la réserve faunique des Laurentides.
La rivière Jacques-Cartier s'écoule vers le sud pour rejoindre le fleuve Saint-Laurent entre Cap-Santé et Donnacona, à 30 kilomètres en amont et à l'ouest de Québec. Un segment de 41 km de la rivière est administrée par la zec de la Rivière-Jacques-Cartier.
La rivière draine un bassin versant de 2 515 kilomètres carrés, d'abord sur près de 160 kilomètres du massif des Laurentides dans la province géologique de Grenville (l'une des sections les plus jeunes du Bouclier canadien, formée il y a 955 millions d'années), puis dans les roches sédimentaires des Basses-terres du Saint-Laurent, vieilles de 500 millions d'années, sur environ 17 kilomètres, depuis la municipalité de Pont-Rouge jusqu'à son embouchure.
Le territoire couvert par le bassin versant de la rivière est pour une bonne part sauvage ou protégé, surtout dans sa partie haute. En effet, 77 % de ses méandres parcourent des territoires protégés, soit la Réserve faunique des Laurentides et le Parc national de la Jacques-Cartier où l'on retrouve une vallée encaissée caractéristique de la fonte des glaciers lors de la dernière glaciation. On compte tout de même une population d'environ 25 000 personnes sur ses berges près de son embouchure, alors qu'elle traverse les municipalités régionales de comté (MRC) de Portneuf et de La Jacques-Cartier et les municipalités de Stoneham-et-Tewkesbury, Saint-Gabriel-de-Valcartier, Shannon, Sainte-Catherine-de-la-Jacques-Cartier, Pont-Rouge, Cap-Santé et Donnacona. Cette dernière ville puise d'ailleurs son eau potable dans la Jacques-Cartier.
On compte parmi ses principaux affluents la rivière aux Pommes, la rivière Sautauriski, la rivière Ontaritzi, la rivière à l'Épaule, la rivière Cachée, la rivière Jacques-Cartier Nord-Ouest et la rivière Launière.

### Parcours de la rivière
Le lac Nadreau (altitude : 842 m) constitue le plan d'eau de tête de la rivière Jacques-Cartier. Ce lac reçoit les eaux du côté ouest de deux petits lacs : lac Plamondon (altitude : 844 m) et un lac sans nom (862 m). Le lac Nadreau se décharge sur 180 m vers le nord dans le lac Grandpré (altitude : 847 m). À partir de l'embouchure du lac Nadreau, la rivière Jacques-Cartier coule sur km avec une baisse de 858 m selon les segments suivants :

#### Cours supérieur de la rivière Jacques-Cartier (segment de27,6km)
À partir de l'embouchure du lac Nadreau, la rivière Jacques-Cartier coule vers le nord-ouest dans le comté de Montmorency pour atteindre le Lac Jacques-Cartier selon ce parcours :
- 1,6 km vers l'ouest notamment en traversant le lac Grandpré (longueur : 1,3 km ; altitude : 847 m), puis le "Lac Petit Pré" (longueur : 1,3 km ; altitude : 838 m) jusqu'à son embouchure ;
- 1,6 km vers l'ouest jusqu'aux décharges du lac Currier (altitude : 886 m) et du lac Fantôme (altitude : 960 m) ;
- 6,5 km vers l'ouest, jusqu'à la décharge des lacs Nissard (altitude : 841 m) et Durue (altitude : 894 m) ;
- 1,2 km vers l'ouest, jusqu'à la décharge des lacs Asselin, « du Vison » et Gaudreau ;
- 4,0 km vers l'ouest, recevant la décharge (venant du nord) d'un ruisseau sans nom, puis vers le sud, jusqu'à la décharge (venant du sud-est) des lacs Joyal et Beauvais ;
- 2,1 km vers le sud-ouest, jusqu'au lac Jacques-Cartier, lequel est le principal plan d'eau de la rivière Jacques-Cartier ;
- 10,6 km vers le sud en traversant le lac Jacques-Cartier (altitude : 783 m) sur sa pleine longueur jusqu'à son embouchure ;

#### Cours intermédiaire de la rivière Jacques-Cartier (en aval du Lac Jacques-Cartier) (segment de22,3km)
- 5,0 km vers le sud, en formant un crochet vers l’ouest pour aller traverser la partie sud du Lac Sept Îles, le lac Noir et le lac Lafontaine, jusqu’à son embouchure ;
- 7,8 km vers le sud, puis le sud-ouest jusqu’à la confluence de la rivière Launière (venant du nord) ;
- 9,5 km vers le sud dans une vallée encaissée jusqu’à la décharge (venant de l’ouest) de la rivière Jacques-Cartier Nord-Ouest ;

```
;Cours intermédiaire de la rivière Jacques-Cartier (en aval de la rivière Jacques-Cartier Nord-Ouest) (segment de 
38,8 
km
)
```

- 5,5 km vers le sud en recueillant la confluence de la rivière Cook, jusqu’à la décharge (venant du sud) du Lac McLish ;
- 7,6 km vers le sud-est en recueillant en fin de segment la confluence de la rivière Sautauriski (venant de l’est) jusqu’à la confluence de la rivière Jacques-Cartier Nord-Ouest (venant du nord) ;
- 4,9 km vers le sud-est puis le sud jusqu’à la confluence de la rivière Cachée (venant de l’est) ;
- 10,4 km vers le sud, puis le sud-ouest en formant deux grandes courbes jusqu’à la confluence de la rivière Cassian (venant de l’ouest) ;
- 10,4 km vers le sud-est, en formant une boucle vers l’est, puis vers le sud, jusqu’au pont du village de Saint-Gabriel-de-Valcartier ;

#### Cours inférieur de la rivière Jacques-Cartier (en aval de Valcartier) (segment de21,4km)
- 5,7 km d’abord vers le sud, puis vers le sud-ouest, jusqu’au pont au village de Sainte-Catherine-de-la-Jacques-Cartier ;
- 7,1 km vers le sud en formant un crochet vers l’est en traversant une zone agricole, jusqu’au pont du chemin de fer au village de Pont-Rouge ;
- 7,0 km vers le sud en formant deux boucles vers l’est en zone agricole et forestière, jusqu’aux pont de l’autoroute 40 ;
- 1,6 km vers le sud en formant une boucle vers le nord-ouest, jusqu’à son embouchure[3].

## Zones d'inondation
Les principales zones inondables de la rivière Jacques-Cartier sont situées dans les villes de Sainte-Catherine-de-la Jacques-Cartier, Shannon, Saint-Gabriel-de-Valcartier, Stoneham-et-Tewkesbury, Donnacona (Parc familial des Berges, sud de la route 138) et Pont-Rouge (en amont de la rue Dupont, à l'est du boulevard Notre-Dame, et sur la rue Auclair, dans le secteur Grand Remous).

## Histoire

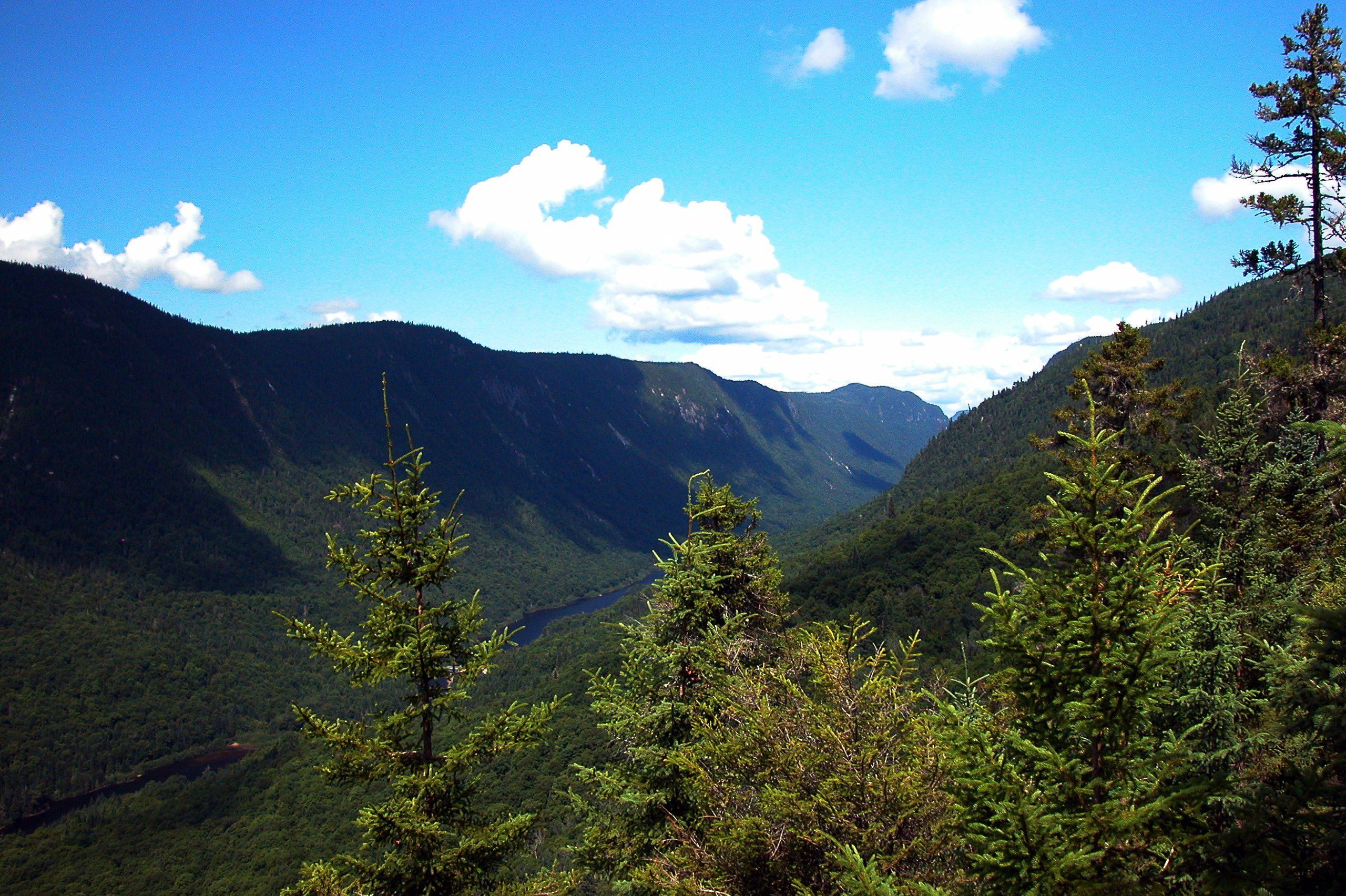
Vallée du Parc national de la Jacques-Cartier.

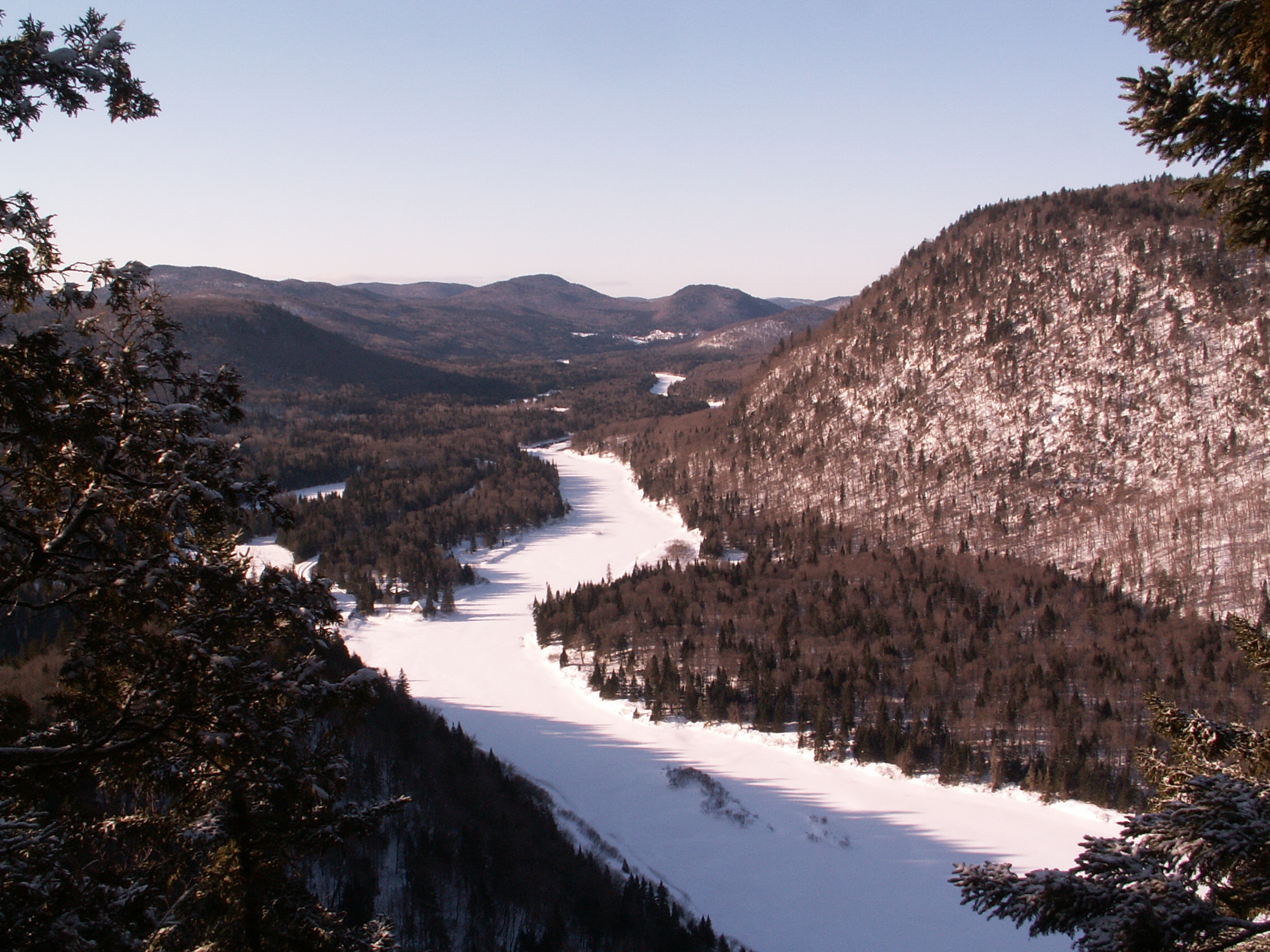
Vue à partir de la montagne de l'Épaule à l'hiver, parc national de la Jacques-Cartier.

La Commission de toponymie du Québec rapporte que selon l'arpenteur John Adams, en 1829, la rivière est connue des Hurons comme Lahdaweoole, soit « venant de loin ». Ceux-ci et les Montagnais utilisaient ses rives pour la pêche et la trappe. Ce territoire était utilisé par les autochtones depuis plus de 7 000 ans. L'explorateur Samuel de Champlain la mentionne en 1632 sous le nom de « Rivière des Esturgeons & Saulmons » (esturgeons et saumons). En 1656, une carte de Nicolas Sanson d’Abbeville porte la mention « R. J. Quartier » pour désigner le cours d'eau, probablement nommé ainsi selon une croyance populaire qui veut que Jacques Cartier soit passé à son embouchure. Cette voie naturelle afin d'atteindre la région du Lac-Saint-Jean fut entre autres utilisée par les missionnaires jésuites au cours du XVIIe siècle.
L'exploitation forestière sur les hauts-plateaux des Laurentides devint une activité économique importante dans la seconde moitié du XVIIIe siècle. La rivière fut alors utilisée afin d'effectuer le transport du bois vers le fleuve Saint-Laurent et les moulins à scie en aval de la rivière par la drave. Cette pratique ne fut interrompue qu'en 1975. Avec le peuplement de l'embouchure par les Français, puis l'établissement de cantons (Townships) de type anglais après la conquête de 1759 sur les rives en amont, sur les territoires actuels de Stoneham-et-Tewkesbury, de nouvelles industries apparurent sur ses rives dont les moulins à farine. En 1895, la Réserve faunique des Laurentides fut créée afin de devenir un site de pêche, de chasse et de loisirs pour la population. À partir de 1918, la pêche devint de plus en plus populaire avec la construction de camps de pêche. La fin de la Première Guerre mondiale et la construction de routes vers le Lac-Saint-Jean passant à proximité de la rivière ne sont pas non plus étrangers à cette popularité. Puis, au XXe siècle, apparurent les barrages hydroélectriques qui profitèrent de son cours pour produire de l'énergie, jusqu'aux débuts des années 1970. En 1972, un projet d'Hydro-Québec, le projet Champigny, aurait eu comme conséquence d'inonder la vallée de la rivière Jacques-Cartier, projet qui fut dénoncé vivement par la population — ce que l'on appellera ensuite «la bataille de la Jacques-Cartier ». Le gouvernement dut faire marche arrière et en 1981, le parc national de la Jacques-Cartier fut créé à même le territoire de la réserve faunique comme parc de conservation de 671 km2 accessible au public pour des activités d'interprétation de la nature et de récréation compatibles avec la préservation du milieu naturel.
La zone du parc et en amont se prête à la descente de rapides en rafting, en canot et en kayak, et des entreprises privées offrent ces activités de plein-air, qui peuvent également se pratiquer librement dans le parc national de la Jacques-Cartier,,.

## Faune et flore
Les rives présentent des caractéristiques des forêts mixtes comptant le bouleau jaune et l'érable à sucre alors que les territoires environnants montre plutôt la forêt boréale riche en conifères, en particulier l'épinette noire, et pauvre en feuillus. Cette distinction est particulièrement visible dans le secteur de la vallée aux pentes les plus escarpées, qui bénéficient d'un microclimat plus clément.
La riche faune est donc typique de la forêt mixte canadienne. On peut rencontrer dans la vallée de la Jacques-Cartier l'ours noir, le lynx roux, le raton-laveur, le loup gris, la loutre de rivière, le porc-épic, le cougar (quoique peu répandu) et les trois grands cervidés du Québec, soit l'orignal, le cerf de Virginie et le caribou des bois ; au total, 23 espèces de mammifères. Quelque 104 espèces d'oiseaux, dont des rapaces comme la chouette rayée, la crécerelle d'Amérique et le balbuzard s'y retrouvent. Enfin, 16 espèces de poissons, en particulier l'omble de fontaine, fréquentent ses eaux. Par ailleurs, le saumon Atlantique fait l'objet d'un programme spécial de réintroduction depuis sa disparition de la rivière au XIXe siècle.

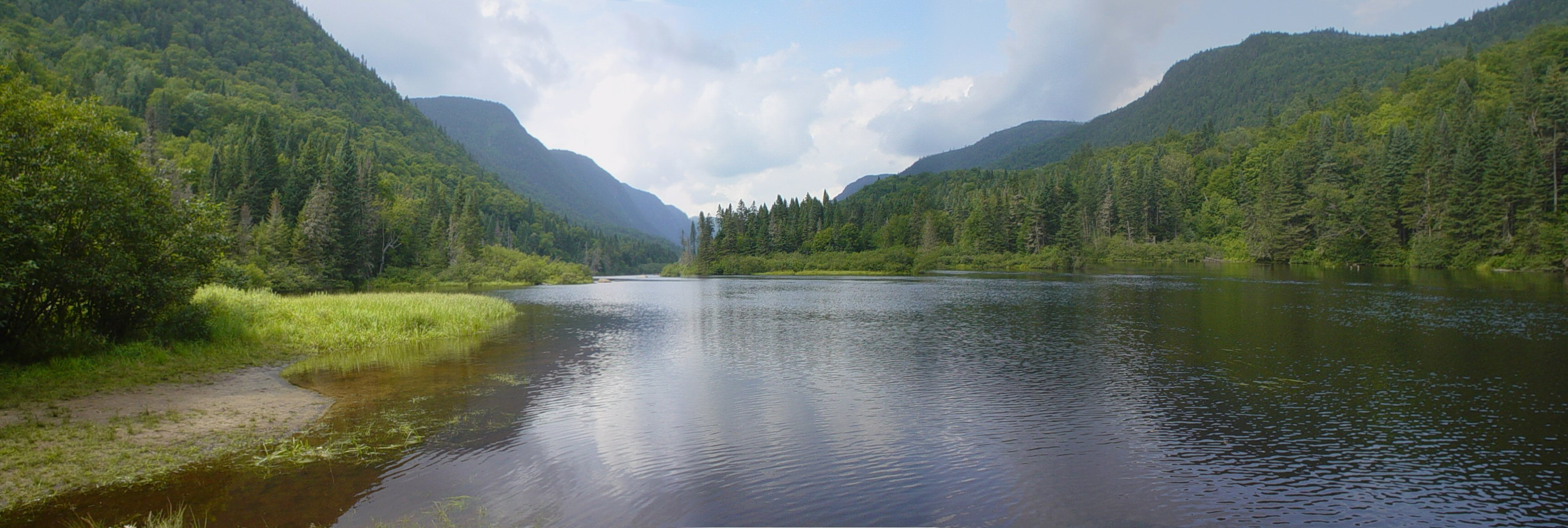
Vue sur la rivière.

## Jumelage
La rivière Jacques-Cartier est jumelée avec la Dordogne.